# Govddavuohppi
Govddavuohppi (finska: Järämäjärvi) är en sjö i Finland. Den ligger i kommunen Enontekis i landskapet Lappland, i den norra delen av landet, 900 km norr om huvudstaden Helsingfors. Govddavuohppi ligger 399 meter över havet. Arean är 18,3 hektar och strandlinjen är 1,81 kilometer lång. Sjön  ingår i Torne älvs huvudavrinningsområde. 